# Djwhal Khul
Djwhal Khul, conhecido na juventude como Gai Ben-Jamin, no tempo da Sociedade Teosofica, era pintor, morava em uma cabana, vizinho dos Mestres Morya e Kuthumi, as margens do Rio Bramaputra. Foi um dos criadores da Sociedade Teosófica, ao lado de El Morya Khan e Kuthumi.
Djwhal Khul viveu no Tibete e presidiu um grupo numeroso de lamas tendo sido abade de um mosteiro.
Sua obra foi divulgada em duas fases distintas. A primeira, durante quinze anos, de 1875 a 1890, foi feita através de Helena Blavatsky, ao fundar a Sociedade Teosófica e publicar o livro A Doutrina Secreta, a qual Khul denomina de “fase preparatória” de seus próprios ensinamentos e dos de El Morya e Kuthumi. A segunda, durante 30 anos, foi desenvolvida graças a atuação de Alice Bailey que foi contatada por Khul no outono de 1919 e, até 1949, surgiram 24 livros de divulgação de seus ensinamentos, revendo, inclusive, alguns aspectos sobre os conceitos básicos da Teosofia.
Ele é o propagador da Grande Invocação, oração traduzida em cerca de 70 idiomas e dialetos. É dele a tradução do idioma senzar para o inglês, de que se valeu Alice Bailey.

## Ligações Externas
- (em inglês)Lucis Trust - Editora das obras de Djwhal Khul